# Caldene (satélite)
Caldene (do grego Χαλδηνη) ou Júpiter XXI é um satélite irregular retrógrado de Júpiter.
Foi descoberto em 2000 por um grupo de astrônomos da Universidade do Havaí comandado por Scott S. Sheppard, que deu ao satélite a designação temporária de S/2000 J 10.
A lua Caldene possui cerca de 3,8 quilômetros de diâmetro, e orbita Júpiter a uma distância média de 22.713 Mm (megâmetros) em 699,327 dias, com uma inclinação de 167.º em relação à eclíptica (169.º em relação ao plano equatorial de Júpiter), em uma direção retrógrada de excentricidade orbital de 0,2916.
O satélite foi batizado em Outubro de 2002, em homenagem a Caldene mãe de Solymos, filho de Zeus.
O satélite Caldene pertence ao Grupo Carme, composto de luas irregulares retrógradas que orbitam Júpiter a uma distância que varia entre 23 e 24 Gm (gigâmetros) com uma inclinação em torno de 165.º.